# ADN 40
ADN 40 (previamente conocido como Proyecto 40) es una cadena de televisión abierta mexicana producida por TV Azteca con una programación de corte noticioso. La señal es producida principalmente para la estación XHTVM-TDT de la Ciudad de México, propiedad de Televisora del Valle de México. Actualmente, se retransmite como multiprogramación (subcanales) en varias estaciones propiedad de TV Azteca en la República Mexicana. Su nombre son las siglas de Azteca, Deportes y Noticias.
Al igual que TV Azteca, este canal forma parte de la Alianza Informativa Latinoamericana, y también tiene enlaces con el Intercambio de Noticias Europea ENEX.

## Historia
Después de terminar con la huelga de trabajadores de Televisión del Valle de México tras la restitución de los acuerdos comerciales con esta televisora, TV Azteca reanuda las transmisiones de la estación XHTVM-TV Canal 40 con la señal «Proyecto 40», el 21 de febrero de 2006 a las 22:00 (tiempo del centro de México, UTC-5).
Bajo el lema Proyecto 40. Por un México libre, inician con una programación informativa y de debate, quizás con la intención de llenar el vacío dejado por CNI Canal 40. Gracias a la participación de reconocidos periodistas y comunicadores, el canal rápidamente fue reconocido como un nuevo foro abierto para la libertad de expresión, el cual presenta un estilo propio muy diferente al de TV Azteca.
En 2008, el canal se renueva y su programación se enriquece con programas de temática diversa como la crítica de espectáculos, sátira política, deportes, opinión y debate político, series dramáticas internacionales y cine clásico.
El 29 de noviembre de 2012, el canal dejó de ser exclusivo de la televisión abierta del Valle de México y sistemas de TV de paga y se amplió su cobertura a través de la red de TV Azteca utilizando la multiprogramación (subcanales) de la TDT en estaciones de Azteca Trece. Desde esa fecha, el canal se encuentra disponible en Nuevo Laredo, Puebla, Querétaro, Guanajuato, Celaya, Torreón, Toluca, Reynosa, Matamoros, Guadalajara, Xalapa, Ciudad Juárez, Veracruz, Mérida, Cuernavaca, Monterrey, Tijuana y Mexicali. En octubre de 2016, tras obtener la autorización por parte del IFT a TV Azteca para el uso de la multiprogramación, la cobertura de esta señal se amplió de manera significativa.
A sus primeros 10 años, su programación ya no era completamente informativa, ya que contaba con diversos espacios de opinión, documentales y reality shows que ocupaban la mayor parte de su programación.
El 13 de marzo de 2017 a las 6:00 horas, el canal renueva sus foros e imagen y cambia su nombre a «adn 40». En esta nueva etapa, el canal se presenta como un canal 100% informativo, incluyendo programas de debate, deportivos y culturales. Sin embargo, este cambio no se dio de inmediato, por lo que en un inicio se conservó gran parte de la programación de Proyecto 40, el cual tenía una programación generalista.
A partir del 27 de mayo de 2017, se lanzan espacios noticiosos de fin de semana en distintos horarios a lo largo del día y se abandona la emisión de documentales extranjeros, reality shows y otras series.

## Retransmisión por televisión abierta
La señal en alta definición (1080i), solo está disponible en la estación XHTVM de la Ciudad de México. El canal virtual asignado para XHTVM es el 40.1

En el interior de la República Mexicana, se retransmite como subcanal en estaciones de Azteca Uno. Debido a que la señal de adn40 no tiene un canal virtual reservado y asignado, se utiliza el canal 1.2 para esta señal, al ser el canal 1.1 el asignado para Azteca Uno.
| Distintivo                                                             | Canal digital | Poblaciones obligatorias a servir                               |
| ---------------------------------------------------------------------- | ------------- | --------------------------------------------------------------- |
| XHTVM-TDT                                                              | 26            | Ciudad de México y área metropolitana.                          |
| Estaciones de Azteca Uno que transmiten ADN 40 como multiprogramación. |               |                                                                 |
| XHJCM-TDT                                                              | 30            | Aguascalientes, Aguascalientes.                                 |
| XHENE-TDT                                                              | 16            | Ensenada, Baja California.                                      |
| XHAQ-TDT                                                               | 28            | Mexicali, Baja California.                                      |
| XHJK-TDT                                                               | 28            | Tijuana, Baja California.                                       |
| XHCOC-TDT                                                              | 27            | Ciudad Constitución, Baja California Sur.                       |
| XHAPB-TDT                                                              | 21            | La Paz, Baja California Sur.                                    |
| XHJCC-TDT                                                              | 24            | San José del Cabo, Baja California Sur.                         |
| XHGE-TDT                                                               | 29            | Campeche, Campeche.                                             |
| XHGN-TDT                                                               | 35            | Ciudad del Carmen, Campeche.                                    |
| XHPEH-TDT                                                              | 29            | Escarcega, Campeche.                                            |
| XHOMC-TDT                                                              | 27            | Arriaga, Chiapas.                                               |
| XHDZ-TDT                                                               | 35            | Comitán de Domínguez, Chiapas.                                  |
| XHAO-TDT                                                               | 14            | San Cristóbal de las Casas, Chiapas.                            |
| XHTAP-TDT                                                              | 30            | Tapachula, Chiapas.                                             |
| XHIT-TDT                                                               | 23            | Chihuahua, Chihuahua.                                           |
| XHCJE-TDT                                                              | 34            | Ciudad Juárez, Chihuahua.                                       |
| XHHPC-TDT                                                              | 25            | Hidalgo de Parral, Chihuahua.                                   |
| XHHE-TDT                                                               | 25            | Ciudad Acuña, Coahuila.                                         |
| XHHC-TDT                                                               | 24            | Monclova, Coahuila.                                             |
| XHPFC-TDT                                                              | 29            | Parras de la Fuente, Coahuila.                                  |
| XHCJ-TDT                                                               | 26            | Sabinas, Coahuila.                                              |
| XHKF-TDT                                                               | 18            | Colima, Colima.                                                 |
| XHDR-TDT                                                               | 21            | Manzanillo, Colima.                                             |
| XHTCA-TDT                                                              | 22            | Tecomán, Colima.                                                |
| XHDB-TDT                                                               | 26            | Durango, Durango.                                               |
| XHGDP-TDT                                                              | 14            | Gómez Palacio, Durango. Torreón, Coahuila.                      |
| XHGVH-TDT                                                              | 19            | Guadalupe Victoria, Durango.                                    |
| XHPAP-TDT                                                              | 27            | Santiago Papasquiaro, Durango.                                  |
| XHMAS-TDT                                                              | 33            | Celaya, Guanajuato.                                             |
| XHIE-TDT                                                               | 14            | Acapulco, Guerrero.                                             |
| XHCER-TDT                                                              | 24            | Chilpancingo, Guerrero.                                         |
| XHIR-TDT                                                               | 30            | Iguala, Guerrero.                                               |
| XHIB-TDT                                                               | 23            | Taxco, Guerrero.                                                |
| XHDU-TDT                                                               | 22            | Zihuatanejo, Guerrero.                                          |
| XHJAL-TDT                                                              | 33            | Guadalajara y área metropolitana, Jalisco.                      |
| XHGJ-TDT                                                               | 25            | Puerto Vallarta, Jalisco.                                       |
| XHXEM-TDT                                                              | 27            | Toluca, Estado de México.                                       |
| XHCUR-TDT                                                              | 27            | Cuernavaca, Morelos.                                            |
| XHAF-TDT                                                               | 30            | Tepic, Nayarit.                                                 |
| XHWX-TDT                                                               | 19            | Monterrey y área metropolitana, Nuevo León. Saltillo, Coahuila. |
| XHJN-TDT                                                               | 33            | Huajuapan de León, Oaxaca.                                      |
| XHIG-TDT                                                               | 25            | Matias Romero, Oaxaca.                                          |
| XHOXX-TDT                                                              | 27            | Oaxaca, Oaxaca.                                                 |
| XHSCO-TDT                                                              | 28            | Salina Cruz, Oaxaca.                                            |
| XHPUR-TDT                                                              | 24            | Puebla, Puebla.                                                 |
| XHTHN-TDT                                                              | 28            | Tehuacán, Puebla.                                               |
| XHQUR-TDT                                                              | 26            | Querétaro, Querétaro.                                           |
| XHCCQ-TDT                                                              | 28            | Cancún, Quintana Roo.                                           |
| XHBX-TDT                                                               | 23            | Chetumal, Quintana Roo.                                         |
| XHPMS-TDT                                                              | 26            | Matehuala, San Luis Potosí.                                     |
| XHDD-TDT                                                               | 28            | San Luis Potosí, San Luis Potosí.                               |
| XHTAZ-TDT                                                              | 21            | Tamazunchale, San Luis Potosí.                                  |
| XHCUA-TDT                                                              | 32            | Culiacán, Sinaloa.                                              |
| XHMSI-TDT                                                              | 27            | Los Mochis, Sinaloa.                                            |
| XHLSI-TDT                                                              | 34            | Mazatlán, Sinaloa.                                              |
| XHCSO-TDT                                                              | 33            | Ciudad Obregón, Sonora.                                         |
| XHHSS-TDT                                                              | 30            | Hermosillo, Sonora.                                             |
| XHFA-TDT                                                               | 15            | Nogales, Sonora.                                                |
| XHVHT-TDT                                                              | 29            | Villahermosa, Tabasco.                                          |
| XHBY-TDT                                                               | 23            | Ciudad Mante, Tamaulipas.                                       |
| XHCVT-TDT                                                              | 24            | Ciudad Victoria, Tamaulipas.                                    |
| XHMTA-TDT                                                              | 12            | Matamoros, Tamaulipas.                                          |
| XHLNA-TDT                                                              | 23            | Nuevo Laredo, Tamaulipas.                                       |
| XHREY-TDT                                                              | 36            | Reynosa, Tamaulipas.                                            |
| XHWT-TDT                                                               | 29            | Tampico, Tamaulipas.                                            |
| XHBE-TDT                                                               | 36            | Coatzacoalcos, Veracruz.                                        |
| XHIC-TDT                                                               | 31            | Perote, Veracruz.                                               |
| XHSTV-TDT                                                              | 33            | Santiago Tuxtla, Veracruz.                                      |
| XHDH-TDT                                                               | 31            | Mérida, Yucatán.                                                |
| XHKYU-TDT                                                              | 23            | Valladolid, Yucatán.                                            |
| XHLVZ-TDT                                                              | 31            | Zacatecas, Zacatecas.                                           |